# Награды ФРГ

Герб Германии

Наградная система современной Германии, начавшая формироваться в Западной Германии в 1950-е годы, отличается рациональностью. Существует только один общенемецкий (федеральный) орден, имеющий, впрочем,  восемь степеней и орденскую медаль. Кроме этого, каждый из 16 регионов (федеральных земель) Германии имеет право вручать свой собственный орден «За заслуги». Этим правом на данный момент воспользовались все, кроме Гамбурга и Бремена. Бавария, в отличие от остальных земель, имеет два ордена. Кроме того, как на федеральном уровне, так и на уровне федеральных земель (в том числе, в Гамбурге и Бремене) существуют награды, не имеющие статуса орденов — медали и другие знаки отличия. 
Особый статус имеют награды Бундесвера, важнейшей из которых является Знак Отличия Бундесвера; а также орден Pour le Mérite, который, несмотря на свою известность, и на то, что в его вручении принимают участие официальные лица, не имеет статуса государственной награды.

## Федеральный орден
| Знак | Орден                                                      | Основан         | Примечания                                                                                 |
| ---- | ---------------------------------------------------------- | --------------- | ------------------------------------------------------------------------------------------ |
|      | Орден «За заслуги перед Федеративной Республикой Германия» | 7 сентября 1951 | Почти за 70 лет различными степенями данного ордена было награждено более 200 000 человек. |

## Награды Бундесвера
| Знак | Орден                             | Основан         | Примечания |
| ---- | --------------------------------- | --------------- | --- |
|      | Знак Отличия Бундесвера           | 29 октября 1980 | de:Ehrenzeichen der Bundeswehr. Имеет сложное деление на степени. |
|      | de:Einsatzmedaille der Bundeswehr | 25 апреля 1996  | Медаль имеет три степени и выдаётся за более чем 30 дней (бронза), более чем 360 дней (серебро) или более чем 690 дней (золото) пребывания в зоне проведения миротворческих и спасательных операций. Каждая такая операция обозначается своим типом нашивки на ленте медали. |
|      | de:Einsatzmedaille Gefecht        | 25 ноября 2010  | Награда за непосредственное участие в боевых действиях или борьбе с терроризмом. |

## Орден с особым статусом
| Знак | Орден                  | Основан                                                                             | Примечания |
| ---- | ---------------------- | ----------------------------------------------------------------------------------- | --- |
|      | Орден «Pour le Mérite» | 31 мая 1740 (за военные заслуги) 31 мая 1842 (за заслуги в области наук и искусств) | Учреждён как прусский орден за военные заслуги. Спустя сто лет появилась вторая версия ордена, для награждения за заслуги в области наук и искусств. Военная версия ордена перестала вручаться после 1918 года, но гражданская версия вручается до сих пор. Имеет сложный правовой статус — орден вручается президентом Германии, орденские знаки считаются государственной собственностью, и должны быть возвращены после смерти награждённого, но при этом официально государственной наградой орден не является. |

## Ордена федеральных земель
| Знак | Орден                                                         | Основан                                   | Примечания |
| ---- | ------------------------------------------------------------- | ----------------------------------------- | --- |
|      | Баварский орден «За заслуги»                                  | 11 июня 1957                              | |
|      | Орден Максимилиана «За достижения в науке и искусстве»        | 28 ноября 1853, 18 марта 1980 (возрождён) | Второй орден федеральной земли Бавария, существующий (с перерывами) со времён королевства Бавария и вручаемый отличившимся деятелям науки и культуры. |
|      | Орден «За заслуги перед землёй Баден-Вюртемберг»              | 26 ноября 1974                            | |
|      | Орден «За заслуги перед землёй Берлин»                        | 21 июля 1987                              | |
|      | Орден «За заслуги перед землёй Бранденбург»                   | 10 июля 2003                              | Также называется орденом Красного орла в память об одноименном прусском ордене.                                                                       |
|      | Орден «За заслуги перед землёй Гессен»                        | 1989                                      | de:Hessischer Verdienstorden |
|      | Орден «За заслуги перед землёй Мекленбург-Передняя Померания» | 23 апреля 2001                            | de:Verdienstorden des Landes Mecklenburg-Vorpommern                                                                                                   |
|      | Орден «За заслуги перед землёй Нижняя Саксония»               |                                           | de:Niedersächsischer Verdienstorden |
|      | Орден «За заслуги перед землёй Рейнланд-Пфальц»               | 2 октября 1981                            | de:Verdienstorden des Landes Rheinland-Pfalz |
|      | Орден «За заслуги перед землёй Саар»                          | 1974                                      | |
|      | Орден «За заслуги перед землёй Саксония-Ангальт»              | 19 июня 2006                              | |
|      | Орден «За заслуги перед землёй Саксония»                      | 27 октября 1996                           | de:Sächsischer Verdienstorden |
|      | Орден «За заслуги перед землёй Северный Рейн-Вестфалия»       |                                           | de:Verdienstorden des Landes Nordrhein-Westfalen |
|      | Орден «За заслуги перед землёй Тюрингия»                      | 27 октября 1996                           | de:Verdienstorden des Freistaats Thüringen |
|      | Орден «За заслуги перед землёй Шлезвиг-Гольштейн»             | 19 сентября 2000                          | de:Verdienstorden des Landes Schleswig-Holstein |